# Леки крайцери тип „Каледон“
Каледон (на английски: Caledon) са тип британски леки крайцери на Британския Кралски флот, от времето на Първата световна война. Всичко от проекта са построени 14 единици: „Каледон“ (на английски: HMS Caledon), „Калипсо“ (на английски: HMS Calypso), „Карадок“ (на английски: HMS Caradoc), „Касандра“ (на английски: HMS Cassandra), „Кардиф“ (на английски: HMS Cardiff), „Серес“ (на английски: HMS Ceres), „Ковънтри“ (на английски: HMS Coventry), „Кюрасао“ (на английски: HMS Сигасоа), „Керлю“ (на английски: HMS Curlew), „Кайро“ (на английски: HMS Cairo), „Калкута“ (на английски: HMS Calcutta), „Кейптаун“ (на английски: HMS Capetown), „Карлайл“ (на английски: HMS Carlisle) и „Коломбо“ (на английски: HMS Colombo). Развитие на 2-рата серия крайцери от типа „C“ – „Калиопа“. Тяхна усъвършенствана версия са крайцерите от типа – „Даная“.

## История на службата
1-ва група:
„Каледон“ – заложен: 17 март 1916 г., спуснат: 25 ноември 1916 г., влиза в строй през март 1917 г.
„Калипсо“ – заложен: 7 февруари 1916 г., спуснат: 24 януари 1917 г., влиза в строй през юни 1917 г.
„Карадок“ – заложен: 21 февруари 1916 г., спуснат: 23 декември 1916 г., влиза в строй през юни 1917 г.
„Касандра“ – заложен: март 1916 г., спуснат: 25 ноември 1916 г., влиза в строй през юни 1917 г.
„Кардиф“ – заложен: 22 юли 1916 г., спуснат: 12 април 1917 г., влиза в строй през юни 1917 г.
2-ра група:
„Серес“ – заложен: 11 юли 1916 г., спуснат: 24 март 1917 г., влиза в строй през юни 1917 г.
„Ковънтри“ – заложен: 4 август 1916 г., спуснат: 6 юли 1917 г., влиза в строй през февруари 1918 г.
„Кюрасао“ – заложен: юли 1916 г., спуснат: 5 май 1917 г., влиза в строй през февруари 1918 г.
„Керлю“ – заложен: 21 август 1916 г., спуснат: 5 юли 1917 г., влиза в строй през декември 1917 г.
„Кайро“ – заложен: 28 ноември 1917 г., спуснат: 19 ноември 1918 г., влиза в строй през октомври 1919 г.
„Калкута“ – заложен: 18 октомври 1917 г., спуснат: 9 юли 1918 г., влиза в строй през август 1919 г.
3-та група:
„Кейптаун“ – заложен: 23 февруари 1918 г., спуснат: 18 юни 1919 г., влиза в строй през април 1922 г.
„Карлайл“ – заложен: 2 октомври 1917 г., спуснат: 9 юли 1918 г., влиза в строй през ноември 1918 г.
„Коломбо“ – заложен: 8 декември 1917 г., спуснат: 18 декември 1918 г., влиза в строй през юли 1919 г.

## Коментари
1. ↑  Всички данни се привеждат към момента на влизане в строй.